# Seleção Tunisiana de Voleibol Masculino Sub-19
A Seleção Tunisiana de Voleibol Masculino Sub-19, também conhecida como Tunísia Sub-19, é a seleção tunisiana de voleibol formada por jogadores com idade inferior a 19 anos. A equipe é mantida pela Federação Tunisiana de Voleibol (FTVB) e encontra-se na 14ª posição do ranking mundial da FIVB segundo dados de 4 de setembro de 2024.

## Resultados

### Jogos Olímpicos da Juventude
A Seleção Tunisiana Sub-19 nunca participou dos Jogos Olímpicos da Juventude.

### Campeonato Mundial
| Campeonato Mundial Sub-19 | Campeonato Mundial Sub-19 | Campeonato Mundial Sub-19 |
| Ano                       | Sede                      | Classificação             |
| ------------------------- | ------------------------- | ------------------------- |
| 1995                      | San Juan                  | 11º                       |
| 1997                      | Teerã                     | 9º                        |
| 1999                      | Riade                     | 9º                        |
| 2001                      | Cairo                     | 8º                        |
| 2005                      | Argel–Orã                 | 13º                       |
| 2007                      | Tijuana–Mexicali          | 14º                       |
| 2009                      | Bassano–Jesolo            | 6º                        |
| 2011                      | Almirante–Bahía Blanca    | 16º                       |
| 2013                      | Tijuana–Mexicali          | 18º                       |
| 2017                      | Rifa–Issa                 | 20º                       |
| 2019                      | Tunes                     | 17º                       |
| 2025                      | Tasquente                 | 22º                       |

### Campeonato Africano
| Campeonato Africano Sub-19 | Campeonato Africano Sub-19 | Campeonato Africano Sub-19 |
| Ano                        | Sede                       | Classificação              |
| -------------------------- | -------------------------- | -------------------------- |
| 1994                       | Casablanca                 | 1º                         |
| 1997                       | Durban                     | 1º                         |
| 1998                       | Radès                      | 1º                         |
| 2000                       | Alexandria                 | 1º                         |
| 2002                       | Casablanca                 | 1º                         |
| 2004                       | Durban                     | 1º                         |
| 2006                       | Kelibia                    | 1º                         |
| 2008                       | Cairo                      | 1º                         |
| 2010                       | Cidade do Cabo             | 1º                         |
| 2013                       | Sétif                      | 2º                         |
| 2015                       | Kelibia                    | 2º                         |
| 2016                       | Kelibia                    | 1º                         |
| 2020                       | Abuja                      | Desistiu                   |
| 2022                       | El Jadida                  | 4º                         |
| 2024                       | Tunis                      | 1º                         |